# قهوة نص نص
قهوة نص نص سلسلة كوميدية مغربية من إخراج هشام الجباري سنة 2021، وبطولة كل من محمد باسو، ساندية تاج الدين، سعيد آيت باجا، فتاح الغرباوي، بديعة الصنهاجي، محمد الأثير، وغيرهم.

## القصة
تدور أحداث السلسلة في قالب من الكوميديا حول مقهى وسط مدينة الدار البيضاء، وما يدور داخله من أحداث ومواقف يومية، حيث يرصد العمل حياة العاملين بالمقهى والشخصيات التي ترتاده، ليكون هذا المكان صورة مصغرة عن المجتمع.

## طاقم التمثيل
| الممثل(ة)        | الدور  | التأثير |
| ---------------- | ------ | --- |
| محمد باسو        | ميمون  | شاب مثقف من جنوب المغرب فر إلى الدار البيضاء بعد أن قتل خاله، مهمته هي إدارة المقهى وحراسة صندوق المال.      |
| ساندية تاج الدين | دنيا   | فتاة شابة فرت من منزل أهلها ليلة الزفاف بعد أن قرروا تزويجها لرجل أكبر منها في السن، اشتغلت نادلة في المقهى. |
| سعيد آيت باجا    | مهدي   | شاب كان ينتمي إلى عائلة بورجوازية ثرية، لكن عائلته أفلست وخسرت كل ما تملكه، فيضطر أن يعمل في المقهى كنادل.   |
| فتاح الغرباوي    | المرضي | شاب ساذج ومتهور وهو ابن صاحب المقهى اشتغل هناك مكرها من أبيه الذي يريد أن يعاقبه على المشاكل التي يسببها له. |
| بديعة الصنهاجي   | نجيبة  | محامية فاشلة تدعي النجاح في عملها لا تملك مكتبا رسميا، فتتخذ من المقهى مكتب ومن رواده زبنائا لها.            |
| محمد الأثير      | مسعود  | مالك المقهى يعاني دائما من المشاكل التي يتسبب فيها عماله.                                                    |